# François du Castel
François Étienne du Castel, dit François Ducastel (né le 8 juillet 1924 à Juvisy-sur-Orge - mort à Paris le 2 juin 2012) est un ingénieur français spécialisé en télécommunications.

## Biographie
Issu d'une famille parisienne et d'une lignée de polytechniciens, François Étienne du Castel (connu sous le nom de Ducastel) est entré à l'École polytechnique durant la guerre, en 1943. Il y constitue un groupe de Résistance et entre en contact avec l'Organisation de Résistance de l'Armée avec qui il organise une préparation militaire et diffuse leur bulletin clandestin Essor à l'École. Il reçoit ensuite instruction de rejoindre le maquis en Sologne, avant de participer à la libération de Paris. Il s'engage alors dans la 2e division blindée de Leclerc, jusqu'à ce que la direction de l'X vienne le rechercher après la libération de Strasbourg pour l'envoyer à l'école d'officiers de Cherchell en Algérie.
Une croix de guerre reconnaîtra ces actions.
Il adhère au Parti communiste français puis s'engage dans le Mouvement de la paix, qui est une réponse à la guerre froide. En Normandie, il mène campagne pour l'appel de Stockholm contre la bombe atomique et devient membre du Comité national du Mouvement.

### Vie professionnelle
À la sortie de l'X, il choisit le corps des ingénieurs en télécommunications et il tente de mener de front l'ENST et Sciences po. Son classement s'en ressent qui ne lui laisse que le service des bâtiments et transports, et il rejoint la direction régionale des PTT de Rouen en 1949.
En 1951, il est affecté au laboratoire national de radioélectricité, à Bagneux. C'est au LNR qu'il commence à s'intéresser à la propagation des ondes radioélectriques. Le LNR étant intégré au Centre national d'études des télécommunications en 1954, il participe à la création du département Propagation dans le service des transmissions. La propagation troposphérique et ses applications aux faisceaux hertziens transhorizon constituent le thème central de ses recherches. Dans l'interprétation de ces phénomènes nouveaux, il acquiert avec l'équipe du CNET une bonne renommée mondiale, appuyée sur des expériences originales, d'abord entre le continent et la Corse, puis en Afrique. François du Castel traduit cet acquis dans un livre publié en 1960 dans la collection du CNET.
En 1959, il participe à la création au sein du CNET d'un nouveau département de recherche spatiale, RSR. Il prend une part active à tous les succès obtenus, en particulier en tant que responsable du projet de satellite franco-soviétique Roseau, premier satellite à ordinateur embarqué.
Cette part importante dans les succès du CRPE (laboratoire commun CNET-CNRS) lui vaut d'être proposé par ses collègues géophysiciens aux élections à la Section d'astronomie et géophysique du Centre national de la recherche scientifique, section dont il est élu président en 1966. À la fin de son mandat de président de section au CNRS, en 1971, le directeur du CNET lui propose de participer à la direction scientifique du centre. En 1974, il est chargé de la responsabilité du Secteur composants.
En 1977, il est chargé d'une fonction d'audit et mène alors une réflexion prospective sur les télécommunications.
En 1981, à la suite des répercussions sur les télécommunications du changement de majorité, le directeur général des télécommunications, Jacques Dondoux, envisage avec le ministre Louis Mexandeau de le faire nommer à la tête du CNET ; mais finalement, il n'en sera que directeur adjoint. Parallèlement il dirige la rédaction d'une Histoire du CNET.
Lorsque le Plan câble est décidé, il est chargé de la définition technique des réseaux optiques et cherche à promouvoir de nouveaux services audiovisuels interactifs. En 1986, avec le retour de la droite au pouvoir, il doit quitter le CNET ; il monte alors un séminaire sur la communication à l'université Paris-Dauphine et publie deux ouvrages.
En 1991, il est chargé de diriger un ouvrage de référence sur les télécommunications qui paraît en 1993. Puis l'ENST lui demande de contribuer à une histoire de l'école.
Il crée ensuite une « Association pour l'Histoire des Technologies de l'Information et de la communication », l'AHTI.

## Décorations
- Chevalier de la Légion d'honneur
- Croix de guerre 1939-1945

## Œuvres
- Propagation troposphérique et faisceaux hertziens transhorizon, Éditions Chiron, 1960
- Télécommunications objectif 2000, avec Albert Glowinski Dunod, 1980
- L'Ordre communicationnel, La Documentation française, 1989
- La Révolution communicationnelle ; les enjeux du multimedia, L'Harmattan, 2003
- Les Télécommunications, ouvrage collectif sous la direction de François du Castel, éditions Berger-Levrault, 1993
- Communiquer, Éditions sociales, 1991